# Hans Kugelmann
Johannes Kugelmann (né en 1495 à Augsbourg et mort en 1542 à Königsberg) était un compositeur et trompettiste allemand.
Son œuvre chorale Concentus novi trium vocum accomodati fut publiée à Augsbourg en 1540. Il s'y trouve plusieurs hymnes religieux qu'il mit en musique parmi lesquels Nun lob, mein Seel, den Herrn en sol majeur. 
Johannes Kugelmann est représenté dans le livre de messe de l'Église de Suède par une série de compositions.

## Hymnes
- Min själ skall lova Herran (Lied 9, Nun lob, mein Seel, den Herrn en allemand)
- En Fader oss förenar (Lied 60)
- Han kommer i sin kyrka (Lied 110)
- Upp, psaltare och harpa (Lied 326)
- Gud gav i skaparorden (Lied 580)